# Winterprinz

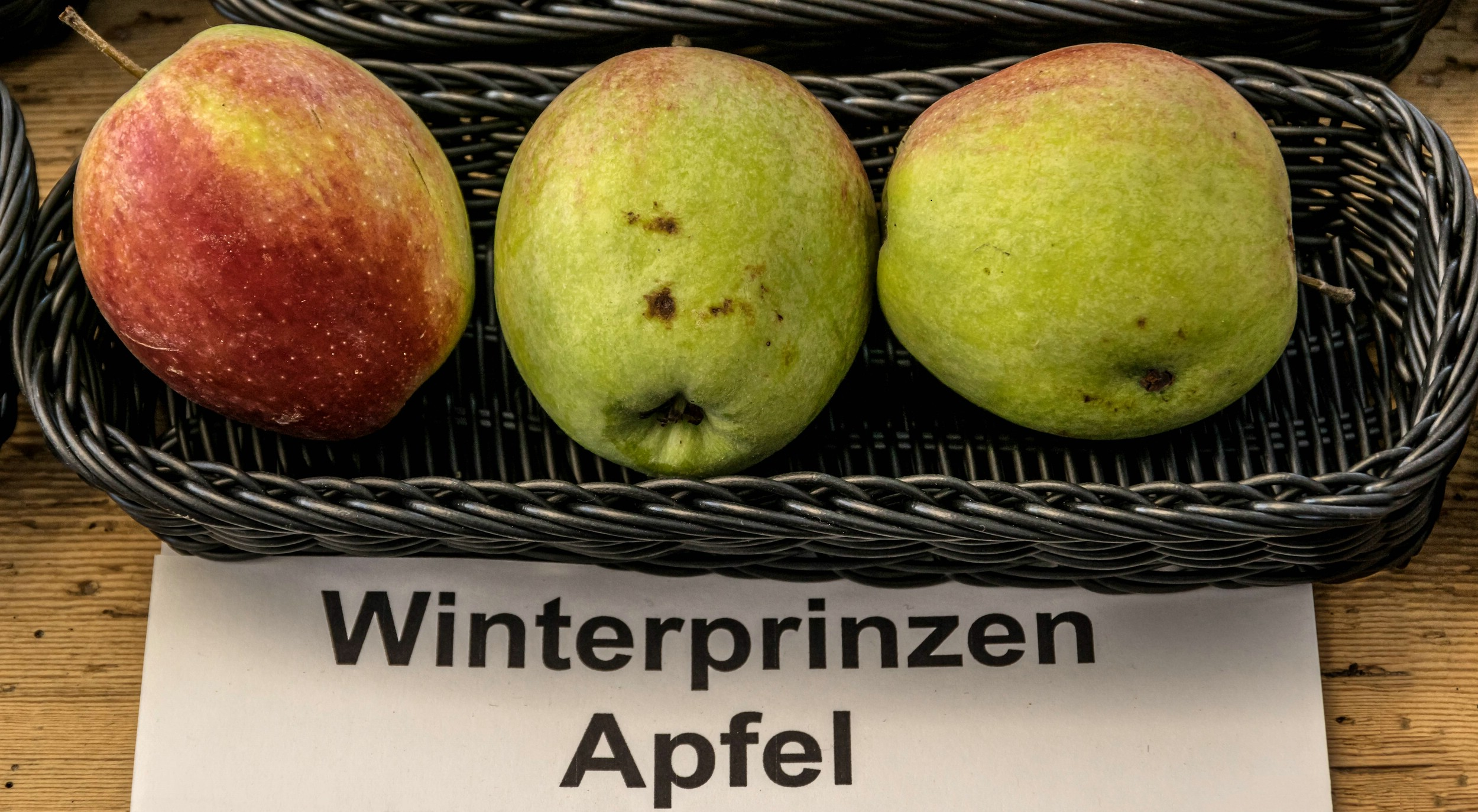
Ansicht der Frucht

Der Stahls Winterprinz, auch Waddewarder Winterprinz oder Winterprinzenapfel genannt ist eine sehr seltene Apfelsorte aus Norddeutschland.
Er ist eine sehr lange lagerfähige Sorte und war gerade in den schlechteren Zeiten (Zweiter Weltkrieg) ein wichtiger Vitaminlieferant im Winter. Bis zur ersten Hälfte des 20. Jahrhunderts war er ein verbreiteter Winterapfel. Die langlebigen Bäume trifft man auch heute noch in alten Streuobstbeständen.
Die Sorte stellt keine hohen Ansprüche an Boden und Klima, ist ein extrem robuster Apfelbaum und sehr widerstandsfähig gegen Krankheiten und Schädlinge. Er liebt ausreichend feuchte und nicht zu sandige Böden.
Der Winterprinz wird Mitte Oktober geerntet und ist kühl gelagert von Dezember bis April genussreif. Der Apfel ist sehr groß, hat eine flachrunde Form und galt auch als Tafelapfel. Die glatte Schale ist zunächst hellgrün, wird später goldgelb mit roten feinen Streifen, wenn der Apfel reif ist. Das gelblichweiße bis weiße Fruchtfleisch schmeckt süßlich und ist säurearm.